# Antoine Grimaldi
Antoine Grimaldi, der Ritter Grimaldi (* 2. Oktober 1697 in Paris; † 28. November 1784 in Monaco) war Regent Monacos von 1732 bis 1784.
Als ursprünglich illegitimer Sohn seines Vaters Antoine von Monaco und der Tänzerin Elisabeth Dufort-Babé war er 1715 von seinem Vater anerkannt worden.
Der "Ritter Grimaldi" (Chevalier de Grimaldi), wie er genannt wurde, wurde am 20. Mai 1732 zum Generalgouverneur von Monaco ernannt, nachdem sein Schwager Jacques I. und sein junger Neffe Honoré ins Hôtel Matignon nach Paris gezogen waren und dort auch nach Honorés Proklamation als Fürst von Monaco im Jahr 1734 blieben.
Diese Situation hatte bis zum Tod Antoines im Jahr 1784 Bestand, als Honoré III. bereits 64 Jahre alt war.
Antoine Grimaldi wurde als fähiger Regent bekannt. Es gelang ihm beispielsweise, für Monaco eine Beteiligung am Österreichischen Erbfolgekrieg zu vermeiden.
Antoine blieb unverheiratet, seine sterblichen Überreste wurden in der Apsis der Kathedrale von Monaco beigesetzt.
| Personendaten    | Personendaten               |
| ---------------- | --------------------------- |
| NAME             | Grimaldi, Antoine           |
| ALTERNATIVNAMEN  | Ritter Grimaldi (Spitzname) |
| KURZBESCHREIBUNG | Regent Monacos (1732–1784)  |
| GEBURTSDATUM     | 2. Oktober 1697             |
| GEBURTSORT       | Paris                       |
| STERBEDATUM      | 28. November 1784           |
| STERBEORT        | Monaco                      |